# 四楓院夜一
四楓院夜一（しほういん よるいち Shihouin Yoruichi）是日本漫畫《BLEACH》中的登場人物。動畫中的聲優是雪野五月（人）、齋藤志郎（貓）。在音樂劇中扮演此角色的演員是齋藤久美子。

## 人物

### 外表與性格
蓄著紫色長髮（110年前蓄著短髮），通常綁束成馬尾狀。金黃色雙眼，褐色肌膚，說話第一人稱為「わし」（日語的「老朽」），常在對話語尾加上「じゃ」或「じゃの」的尾音作為後綴，因為她的說話方式，故顯現人型真面目以前常被誤認為男性。個性隨和開朗，亦有沉穩強勢的一面，但偶爾會做出戲弄他人的舉動。經常以一隻黑貓的姿態示人，由貓化為人形時，經常裸身走動，令多次目睹此情景的黑崎一護感到尷尬。被一護等人尊稱為「夜一小姐」。
擅長白打與瞬步，有「瞬神」之稱，習有白打與鬼道結合的終極戰鬥術「瞬閧」，是歷代四楓院當家裡，擁有最出色白打天賦的成員，還曾經被碎蜂評為「既高貴又華麗，而且具備著強得可怕的實力」（彩色漫畫和動畫版死神黃金圖鑑特別篇，還曾經在虎徹清音要求她留下簽名的時候，僅用手指彈開簽字筆蓋的力道，便將躲在樹上試圖偷拍她的碎蜂擊落地面）。白哉的瞬步，正是由夜一指導才學會的。除了經常穿著緊身服行動以外，夜一本身的食量亦相當驚人，她在破面篇的康復期間，曾經吃下好幾碗的飯菜，但在動畫版第114話內，夜一甚至吃下了約20幾份的菜餚。自己還備有一個專用的大碗公。作者在附錄特典集賦予夜一的關鍵詞為「貓」。

### 身世與經歷

就任二番隊長時期的夜一

曾是屍魂界四大貴族之一「天賜兵裝番」的四楓院家公主，四楓院家第二十二代當家兼首任女性當家，前二番隊隊長，也是屍魂界隱秘機動隊的前任隊長，與浦原喜助和身為志波遺族兼流魂街煙火師的志波空鶴（前任護廷十三隊十三番隊副隊長志波海燕之妹）是熟交。祖先是初代番隊隊長四楓院千日。百餘年前二番隊隊長時期，認識還是少年的朽木白哉，少年白哉稱她作「妖貓」。夜一則是稱呼少年白哉為「白哉小弟」。當時大前田希之進（現任二番隊副隊長 大前田希千代之父）是她的副隊長。
於主線故事開始的百餘年前，夜一親自提拔當時還是刑軍成員的碎蜂，擔任統括軍團長的直屬護衛軍，並且在原先身為十二番隊隊長的曳舟桐生晉升至零番隊時，推薦浦原喜助成為十二番隊隊長。但後來藍染惣右介陷害平子真子等人使他們觸發虛化，導致為了拯救平子等人而使用禁術的浦原與時任鬼道眾長握菱鐵齋，被聽信藍染說詞的中央四十六室判處極刑。此時夜一闖入審判現場救走浦原與鐵齋，並追隨浦原等人來到現世。屍魂界高層為此認定夜一協助重犯逃亡，將她從護廷十三隊與隱秘機動隊正式除名。
這件事情也讓當時身為其部下並極度仰慕她的碎蜂自深受打擊，間接導致碎蜂對浦原與假面軍勢從此抱持著極為不自友善的態度。儘管碎蜂在夜一離開屍魂界後，透過自身的努力成為繼任二番隊隊長，但還是對於夜一的離去無法忘懷，甚至還對她抱持著強烈的恨意。直到夜一在屍魂界拯救事件戰勝碎蜂之後，才得以冰釋兩人之間的誤會，而自碎蜂亦重新以「夜一大人」來稱呼她。
夜一離開屍魂界後，隱瞞自身身份，寄宿在浦原商店支援喜助等人；其弟四楓院夕四自郎咲宗則接替她成爲繼任當家。

## 劇情表現
初登場時以一隻黑貓的姿態，出現在浦原喜助的商店門口。鐵齋曾對釉屋雨和甚太聲稱她是浦原喜助唯一的家人。朽木露琪亞被朽木白哉和阿散井戀次帶回屍魂界後，夜一開始指點一護等人，讓他們更加熟練自身的能力。期間，茶渡泰虎和井上織姬曾經邀請石田雨龍一起接受夜一的指導修行，不過雨龍以想要獨自修行為由，婉拒了這項邀請。

### 屍魂界拯救篇
朽木露琪亞拯救戰中，跟隨黑崎一護等人抵達屍魂界，她帶領一護等人會晤流魂街的煙火師兼老友志波空鶴，委託空鶴協助他們闖入瀞靈廷，並且在一護等人學習靈珠核的操控方式時，親自示範灌輸靈壓的方式。一護與十一番隊長更木劍八激戰倒地後，夜一將他帶到隱密的洞穴處理傷勢時，發現一護身上竟攜帶著被山田花太郎拋棄的虛化面具，為了謹慎起見而將面具予以沒收，並且在漫畫第116話（動畫版第41話）現出了原本的真面目。當一護在傷勢剛痊癒沒多久、便急著在懺罪宮前與朽木白哉交戰時，夜一忽然出現在白哉與浮竹十四郎的面前，利用布條纏住白哉的斬魄刀，令對方無法對一護發動攻擊，還趁機使用麻醉藥讓一護暫時昏迷過去。她揚言會利用接下來的三天，讓一護的實力進步到能夠擊敗白哉，隨即將一護帶往雙亟頂下方的地下修行場，進行為期三天的斬魄刀卍解訓練。之後還將天踏絢借給一護，讓他能夠抵達處刑台上方救下露琪亞。
隨後夜一趁著一護救下露琪亞的空檔，將二番隊長碎蜂帶離處刑台，碎蜂對於睽違多年的夜一竟再度現身在她的面前感到震驚，但因為聽見夜一質問其是否對於身為她的前任部下感受到沉重的負擔，轉而嚴正聲明自己身為現任隱秘機動隊隊長的立場，準備讓在旁的隱秘機動隊成員負責解決對方；夜一卻搶在碎蜂對隱秘機動隊成員下達命令前，獨自打倒在場的所有隱秘機動隊成員，迫使碎蜂不得不親自加入戰局迎戰夜一。經過一番激烈對決，夜一施展「瞬閧」摧毀大範圍的樹林，並趁著碎蜂再次對她發動攻擊的時候，藉著「反鬼相殺」抵銷碎蜂的「瞬閧」以阻止對方再戰。於此同時，碎蜂激動道出自己對夜一的崇拜，以及對夜一忽然離開屍魂界後的怨怒與唏噓，當著夜一的面前下跪痛哭，兩人之間的誤會就此冰釋。後與護廷十三隊成員到達雙殛頂時，和碎蜂短暫牽制藍染的行動，但由於藍染等人藉著大虛的協助叛逃至虛圈而未能阻止對方。
在官方小說「The Honey Dish Rhapsody」的記述內容中，夜一於露琪亞拯救事件落幕後，接受碎蜂的款待，在二番隊舍短暫休息，她特地為想要替兄長下廚的露琪亞取得只有在現世才能買到的咖哩（其後露琪亞製成的咖裡飯被其餘護廷十三隊成員拿去享用，故未能送至白哉的面前），還和碎蜂聊到接下來的打算。儘管碎蜂已經得知當年夜一離去的真相，還試著挽留她繼續留在屍魂界，夜一仍堅持不在屍魂界多做停留，還表示自己雖然被永世除籍無法回到屍魂界，但也因此感受到前所未有的自由，並且對碎蜂在這百餘年間的成長感到欣慰。
回到現世之後，夜一亦在接下來的日子裡，開始以人形的真面目在現世行動（動畫版原創章節裡，夜一經過屍魂界拯救事件後，仍不時變成黑貓的姿態行動）。不過夜一總覺得衣服會讓她感到綁手綁腳，因此回到現世後仍然不喜歡穿衣服（但在閒暇時，還是會穿上輕便的家居服）。

### 破面篇
就在十刃NO.4烏爾奇奧拉·西法與NO.10牙密來到空座町的時候，浦原與夜一趕到現場援救遭到牙密重創的黑崎一護等人。雖然夜一很快便將牙密制伏在地，但由於夜一對陣牙密時沒有進入「瞬閧」狀態，加上牙密的鋼皮過於堅硬，導致她的左邊手腳受了點傷，在準備讓身受重傷的井上織姬吞下藥丸、險遭牙密以虛閃攻擊之際，浦原利用「紅姬」的斬擊波抵銷了牙密的虛閃，才讓夜一與織姬逃過一劫。之後烏爾奇奧拉與牙密準備回到虛圈時，夜一認定兩人準備逃走，反被烏爾奇奧拉嘲諷這不像是她會做出的挑釁行為。
浦原與夜一將身受重傷的一護等人帶回浦原商店接受治療後，夜一也在擊退牙密過後的康復期間，展現了她過人的食量。經過此戰，夜一對破面的戰鬥力有所忌憚，為此還對浦原提出了警告，並且在織姬受有昭田缽弦協助修復樁鬼後，主動來到假面軍勢的基地找上織姬，告知浦原請她約談（實為不讓織姬介入戰鬥）一事。

### 空座町篇
空座町大戰中，浦原喜助對藍染惣右介出手沒多久，夜一穿戴浦原為她特製的戰鬥服，趕到現場協助作戰，與浦原和黑崎一心（一護的父親）聯手對付藍染。雖然浦原因為先前的戰鬥，考量到破面的鋼皮堅硬度，特別為夜一製作能夠套在四肢上的鋼甲，仍未能抵禦藍染的激烈攻勢而受了傷。經過一番激戰，被藍染重創倒地。
大戰結束後，由於護廷十三隊總隊長山本元柳齋重國親自向中央四十六室交涉的緣故，百餘年前因協助假面軍勢等人逃亡，被屍魂界高層處以重罪的浦原、夜一、鐵齋，終於得以洗刷百年來的冤情，恢復己身的清白。

### 代理死神消失篇
空座町大戰結束1年5個月後，浦原喜助和朽木露琪亞為了製成幫助一護恢復死神力量的特製靈刀，特地號召護廷十三隊和其他死神加入這項計劃，得悉這項消息的夜一不僅將自己的靈壓灌入特製的靈刀，還和碎蜂前往志波空鶴的住處，協助浦原搭建隔絕靈壓的帳篷，以迴避技術開發局的偵測；卻因為十一番隊副隊長草鹿八千流透過傳令神機，通知女性死神協會的諸位成員參與這項計劃的舉動，導致十二番隊隊長涅繭利從涅音夢的傳令神機裡，截獲眾人準備違背屍魂界法令將力量傳給一護的消息，進而通報總隊長山本元柳齋重國對參與這項計劃的眾人做出處置。
其後，浦原、夜一、護廷十三隊的正副隊長和其他參與這項計劃的死神們，接到山本總隊長透過地獄蝶，傳達將裝著特製靈刀的容器搬至總番隊會議廳的命令。原來山本總隊長獲知一護和初代代理死神銀城空吾展開接觸的消息時，便決意幫助一護恢復死神的力量，因此在獲悉浦原等人的計劃以後，不但沒有追究所有參與這項計劃的死神們，而且還以「報答黑崎一護對屍魂界的恩義為由」，命令所有護廷十三隊正副隊長運用各自的靈壓，協助浦原製成恢復死神力量的靈刀。後來，一護在大宅邸事件被露琪亞利用靈刀刺穿胸膛並重獲死神的力量，對銀城發動攻擊之後，他試著感受這股靈力所蘊含的眾多死神的靈壓，亦發現夜一的靈壓也包含在這股力量當中。

### 千年血戰篇
就在現世和屍魂界的邊境發生扭曲現象後，夜一接受浦原的委託，調查扭曲現象的起因，並依照平子真子的安排，和留在現世的猿柿日世里抵達曾經發生扭曲現象的地點，蒐集附近殘留的能量。待無形帝國領導人友哈巴赫帶領「B」雨葛蘭·哈斯沃德和石田雨龍進攻靈王宮後，夜一換上附有斗篷的連身無袖外衣和緊身衣，抵達化為無形帝國宮殿的瀞靈廷和一護、浦原、茶渡、織姬會合，將蒐集而來的能量交付至浦原的手裡。為了對付友哈巴赫，夜ㄧ特地於靈王宮設置木樁，作為移至靈王宮的定點，還和喜助找來xcution的前成員莉露卡和雪緒，委託兩者運用各自的能力，搜集分布於黑腔裡的「叫谷」並製造能力空間，甚至為此搭建特製的軌道，以便於對敵方展開突襲。
後偕同一護、茶渡、織姬、岩鷲透過喜助的襄助，抵達靈王宮阻止友哈巴赫殺害靈王，遭雨龍一箭刺中背部；在襲擊友哈巴赫時被「C」佩尼達·帕賈卡的能力牽制住，接著又被友哈巴赫重擊彈飛。接受織姬的治療恢復後，夜一命令葛力姆喬現身靈王宮，向一護等人解釋喜助特別召集莉露卡和雪緒參與作戰計劃，創造特殊空間藉此襲擊友哈巴赫的原委，搭乘莉露卡和雪緒創造的特製空間，沿著先前設置的軌道重返靈王宮，卻驚覺友哈巴赫已將靈王宮徹底改造成自己的據點。一護被「D」亞斯金·奈克魯瓦爾擊倒在地後，出面解救遭亞斯金能力牽制的茶渡和織姬，和隨後趕到的弟弟四楓院夕四郎咲宗聯手對抗亞斯金。陷入苦戰之際，喜助趕到現場為她注射免疫強化劑，重新提升行動力。

### 官方小說「WE DO knot ALWAYS LOVE YOU」
在被後世稱為靈王護神大戰的動亂結束後，屍魂界陷入百廢待舉的復興時期，積極物色像夜一等人的人才協助復興工作。作為總隊長的京樂要求夜一回歸護廷十三隊接任八番隊隊長，但被夜一回絕。作為折衷，夜一很不情願地答應每兩個星期去一次真央靈術院，教授學生白打與步法的課程。對於屍魂界意圖掩瞞真相的作法頗有不滿。
和吉良井鶴晤談的期間，夜一因為好奇涅繭利對吉良身體的改造成果，結果意外釀成誤會。

## 斬魄刀
未提到。但夜一的攻擊以體術為主。
动画版57話中里面第9分钟，碎蜂的回忆中可以看到夜一使用斩魄刀斬殺虛与教导碎蜂剑术，其斬魄刀為短刀狀。
在官方小說《Can't fear your own world》中，夜一提到她有斬魄刀，但由於她單純靠體術戰鬥的話反而更強，使用了斬魄刀實力反倒會減弱，加上夜一的斬魄刀表現慾望濃烈，所以夜一每天都要安撫自己的刀。

## 技能與招式
| 普通技                     | 簡介 |
| -------------------------- | --- |
| 變形術                     | 夜一特有的變形法術，可讓施術者變成黑貓的型態，當施術者恢復原形的時候，身邊會出現瀰漫的白霧。但由於變成黑貓型態的夜一是沒有穿衣服的，所以夜一恢復原形的時候也同樣是裸體，亦因此需要在變回原樣的時候用白霧來遮住重要部位（但夜一本人完全不在意）。在動畫版變成黑貓型態的時候，夜一說話的聲音也會變得較為男性化，因此讓一護曾誤以為夜一的真身是男性。這項技能在屍魂界拯救篇結束後，便不曾再施展過，動畫版則是經常在原創片段裡施展此術。 |
| 隠密歩法“四楓”の参「空蝉」 | 令敵人誤以為擊中了本體，其實只留下羽織，夜一曾用這招戲耍了朽木白哉，朽木白哉也用這招和破面7刃對戰。 |
| 暗劍                       | 藉由踢腿的瞬間，射出幾隻刀刃般的暗器攻擊敵人。 |
| 竹蜻蜓                     | 將對手扔出去，使其旋轉頭部著地的招式。 |
| 雷王拳                     | 使用雙手的超高速衝擊招式，若是搭配對付鋼皮的白色護套，效果就會倍增。夜一曾於空座町戰爭施展此技毆打過藍染，但是白色護套被藍染輕易打碎。 |
| 球（未有官方名稱）         | 第二部劇情增加的招式，被擊中一球的身體，被第二球擊中時就會溶解消失。夜一曾於靈王宮展此技對抗猶哈巴赫。 |

| 瞬閧技                         | 簡介 |
| ------------------------------ | --- |
| 「瞬閧」                       | 隱秘機動和四楓院家的看家招式，是「白打」與「鬼道」融合的戰鬥術，夜一使用的版本屬性為“雷”。使用者的背和两肩会被高浓度压缩的鬼道包裹，通过爆炸使鬼道与自身手足合一进行战斗。但由於發動此術的瞬間，包覆在使用者背部和雙肩的鬼道，會讓施術者背部的衣料爆開，所以夜一為了因應這項特性，特地於就任二番隊長時期，將死霸裝設計成繞頸露背的模樣，並養成穿著露背短上衣行動的習慣。曾於屍魂界拯救篇對抗碎蜂的時候，利用此術瞬間摧毀大範圍的樹林。 |
| 「反鬼相殺」                   | 反制技。利用和對手同質量逆回轉的鬼道，抵銷對手的鬼道或銷毀其瞬鬨狀態，夜一用此招瞬間破解了碎蜂的原始瞬閧。 |
| 「瞬閧·雷神戰形」              | 第二部劇情增加的招式，「瞬閧」的延伸變化技，將極高濃度壓縮的鬼道，變成由一座大型圓環連結的六個光球和兩道下垂的光芒，纏於背和雙肩。其型態猶如日本民間傳說雷神背負身後的六個太鼓的形象而得名。此狀態的夜一可於擊中目標的瞬間，釋放大範圍的雷電攻擊。 |
| 「瞬閧·雷獸戰形·瞬霳黑貓戰姬」 | 第二部劇情增加的招式，「瞬閧·雷神戰形」的延伸技能，以犧牲理性的方式換取戰鬥力。發動此招後，夜一的身體會被極高濃度壓縮的鬼道纏繞，身體的大半衣物會消失，頭部出現鬼道凝聚而成的貓耳，重要部位被靈壓覆蓋，臀部出現黑色貓尾，被鬼道纏繞的四肢則呈現利爪般的模樣。此狀態的夜一會大幅提升速度和破壞力，靈壓每秒變化48次，還能在指定範圍降下大規模的雷擊，但在此狀態持續期間無法用人類的語言溝通，性情也會變得相當野性似貓。                  |

| 遊戲原創技   | 簡介                            |
| ------------ | ------------------------------- |
| 「無雙連舞」 | PS3 《死神：靈魂爆破》 原創技。 |
| 「瞬烈擊」   | PS3 《死神：靈魂爆破》 原創技。 |
| 「瞬閧雷擊」 | PS3 《死神：靈魂爆破》 原創技。 |

| 鬼道                | 簡介                                                                   |
| ------------------- | ---------------------------------------------------------------------- |
| 縛道之三十·嘴突三閃 | 以三道光封住對手行動。於動畫番外斬魂刀異聞篇對實體化的灰貓與飛梅使用。 |
| 破道之三十一·赤火砲 | 向對手放出火塊。於動畫原創篇章使用。                                   |
| 破道之五十八·天嵐   | 放出龍捲風襲擊對手。於動畫原創篇章使用。                               |
| 破道之六十三·雷吼炮 | 放出帶雷電的爆炮。於動畫原創篇章使用。                                 |
| 縛道之七十三·倒山晶 | 以靈力製造出倒四角錐型的醫療間。於動畫番外護廷十三隊侵軍篇使用。       |

## 卷首語
- 「像血一般鮮紅。像骨頭一樣雪白。像孤獨一樣鮮紅。像沉默那樣雪白。像野獸神經那樣鮮紅。像神的心臟一般的雪白。像溶解出來的憎惡一般鮮紅。像冰涷的感嘆一樣的雪白。像吞噬夜晚的影子那樣鮮紅。像射穿月亮的嘆息那樣。雪白光輝　鮮紅散盡。」── 單行本第十七集。

## 附帶資料
- 漫畫彩頁與動畫第228集當中，夜一的左大腿有黑色的刺青，但是其他漫畫與動畫版話數的夜一，左大腿沒有刺青。
- 首次決鬥排行榜中，夜一與碎蜂的決鬥排行第九名，同時也是登上前十名的決鬥中，對戰雙方皆為女性者[20]。

## 備註
1. ↑  1.漫畫第159章，碎蜂在幼年時期見到貴族裝扮的夜一時，則是將長髮盤起，用髮簪固定的模樣；然而在動畫版第266集至278集片尾曲橋段，夜一穿著舞者衣裝在台上表演時，卻是留著爆炸髮的形象。